# Teira
Genre
Synonymes
- Scelarcis Fitzinger, 1843

Teira est un genre de sauriens de la famille des Lacertidae.

## Répartition
Les deux espèces de ce genre se rencontrent au Portugal, en Espagne, en Algérie et au Maroc.

## Liste des espèces
Selon The Reptile Database (30 mars 2015) :
- Teira dugesii (Milne-Edwards, 1829)
- Teira perspicillata (Duméril & Bibron, 1839)

## Publications originales
- Fitzinger, 1843 : Systema Reptilium, fasciculus primus, Amblyglossae. Braumüller et Seidel, Wien, p. 1-106 (texte intégral).
- Gray, 1838 : Catalogue of the slender-tongued saurians, with descriptions of many new genera and species. Annals and Magazine of Natural History, sér. 1, vol. 1, p. 274-283, 388-394 (texte intégral).